# Rückenwind – Zeit für Zufriedenheit
Rückenwind – Zeit für Zufriedenheit ist ein österreichischer Dokumentarfilm aus dem Jahr 2024 von Anna Mühlberger und Moses Gsellmann. Die Kinopremiere fand am 22. Mai 2024 im Stadtkino im Künstlerhaus in Wien statt.

## Inhalt
Die Kamera begleitet Anna Mühlberger und Moses Gsellmann auf einer 10-monatigen Reise. Doch nicht sie, sondern zufällige Bekanntschaften stehen im Vordergrund. Diese Menschen geben intime Einblicke in ihr Leben und Zufriedenheit. Alltägliche Herausforderungen wie die ständige Schlafplatzsuche, fordernde Wetterbedingungen und das Leben auf engstem Raum lassen sie nicht davon abbringen, dass sie mit einer wesentlichen Erkenntnis zurück nach Hause kommen: Grenzen setzt man sich nur selbst im Kopf.

## Produktion
Anna Mühlberger und Moses Gsellmann wollen mit ihrem Film Vorurteile gegenüber anderen Ländern und Kulturen aufbrechen, Menschen zum Reisen inspirieren und mehr Bewusstsein für Zufriedenheit schaffen.
Die Dreharbeiten fanden von September 2021 bis Juli 2022 in insgesamt 14 Ländern statt: U.a. in Bosnien & Herzegowina, Montenegro, Albanien, Griechenland, Türkei und Armenien.
Nach dem Kinostart von Rückenwind – Zeit für Zufriedenheit gab es rund 50 Kinovorstellungen in unterschiedlichen Kinos in mehreren Bundesländern. Außerdem wurde der Film im Sommer 2024 auch auf mehreren Sommerkinos gezeigt. Weitere Kinovorstellungen, u. a. auch für Schulklassen, finden 2025 statt.
Rückenwind - Zeit für Zufriedenheit ist auf WatchAut, Kino VOD Club, Grenzgang Reisekino und Kino on Demand als Stream verfügbar.

## Finanzierung
Der Film hat ein Budget von rund 22.000,- Euro. Für die Fertigstellung wurde im November 2022 eine Crowdfunding-Kampagne über Startnext gestartet. Nach rund vier Wochen Laufzeit wurde das Ziel von 18.900,- Euro übertroffen und am 11. Dezember 2022 mit 191 Unterstützern und einer erreichten Fundingsumme von 20.347,- Euro erfolgreich beendet.